# Floridsdorf (Wiener Bezirksteil)
Floridsdorf ist ein Stadtteil Wiens im gleichnamigen 21. Wiener Gemeindebezirk Floridsdorf. Der Ort war bis 1904 eine eigenständige Gemeinde und ist heute eine der 89 Wiener Katastralgemeinden.

## Geographie

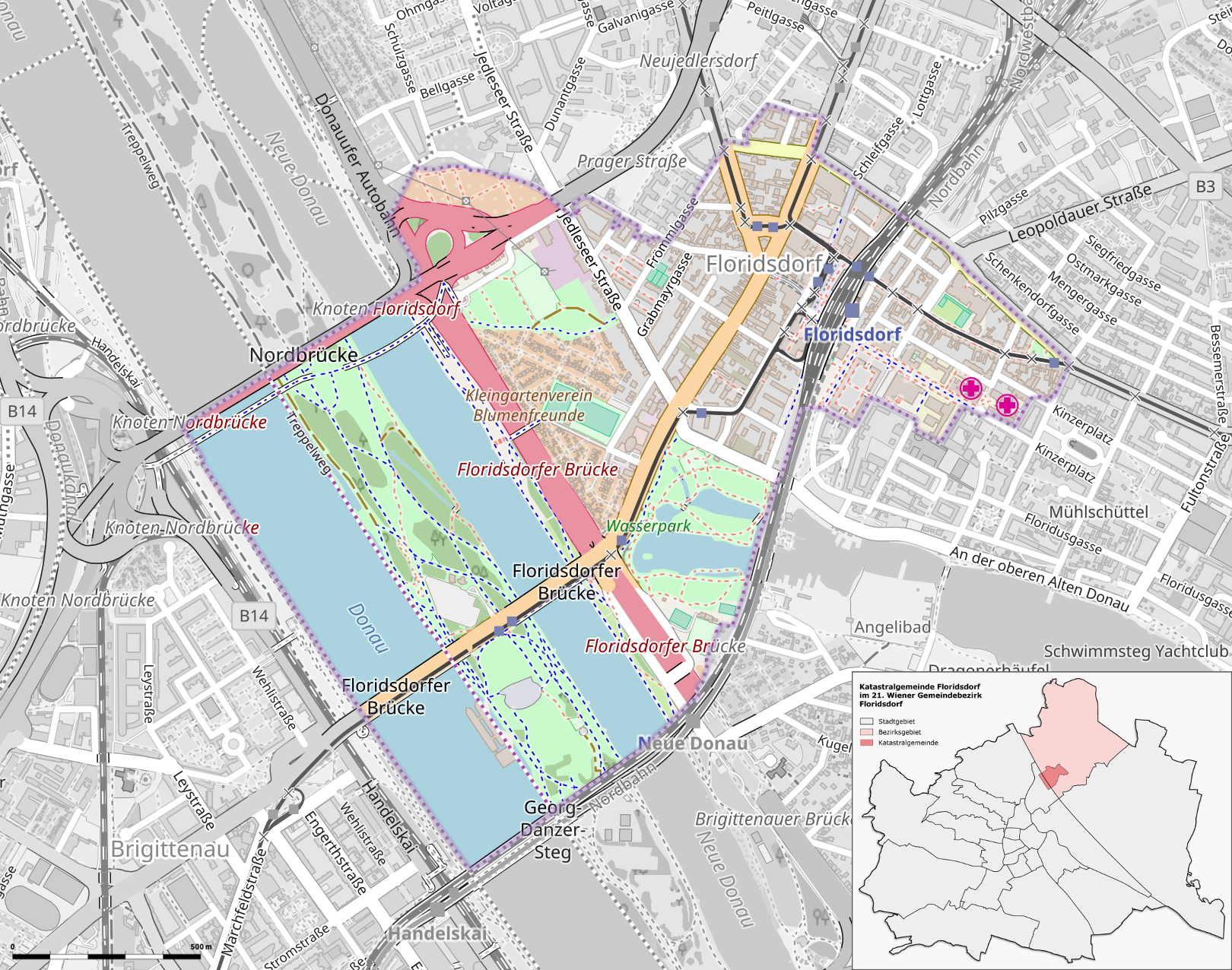
Katastralgemeinde Floridsdorf im Wiener Bezirk Floridsdorf

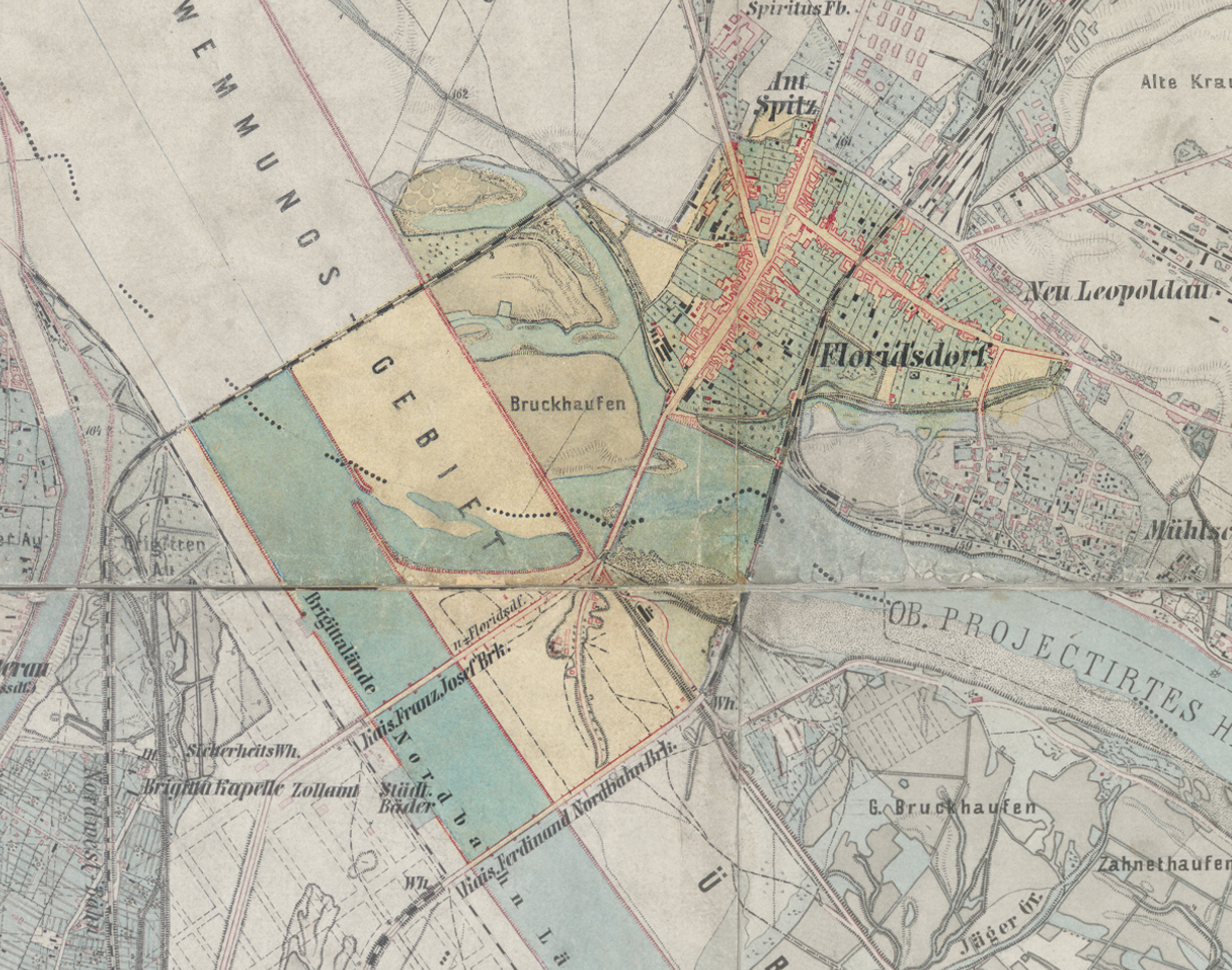
Das Gebiet der heutigen Katastralgemeinde Floridsdorf auf einer Karte von 1873

Die Katastralgemeinde erstreckt sich über eine Fläche von 276,15 ha, wovon 42,83 ha Wasserfläche der Donau im 20. Gemeindebezirk Brigittenau liegen. Innerhalb des Bezirks Floridsdorf grenzt der Ortsteil als zentraler Bezirksteil im Südosten an den Bezirksteil Donaufeld, im Nordosten an Großjedlersdorf und im Nordwesten an der Schwarzen Lackenau und an Jedlesee.
Das Ortszentrum liegt nordwestlich der Neuen Donau. Im Südosten umschließt Floridsdorf den zwischen der Nordbrücke und der Nordbahnbrücke gelegenen Teilabschnitt der unbewohnten Donauinsel.

## Geschichte

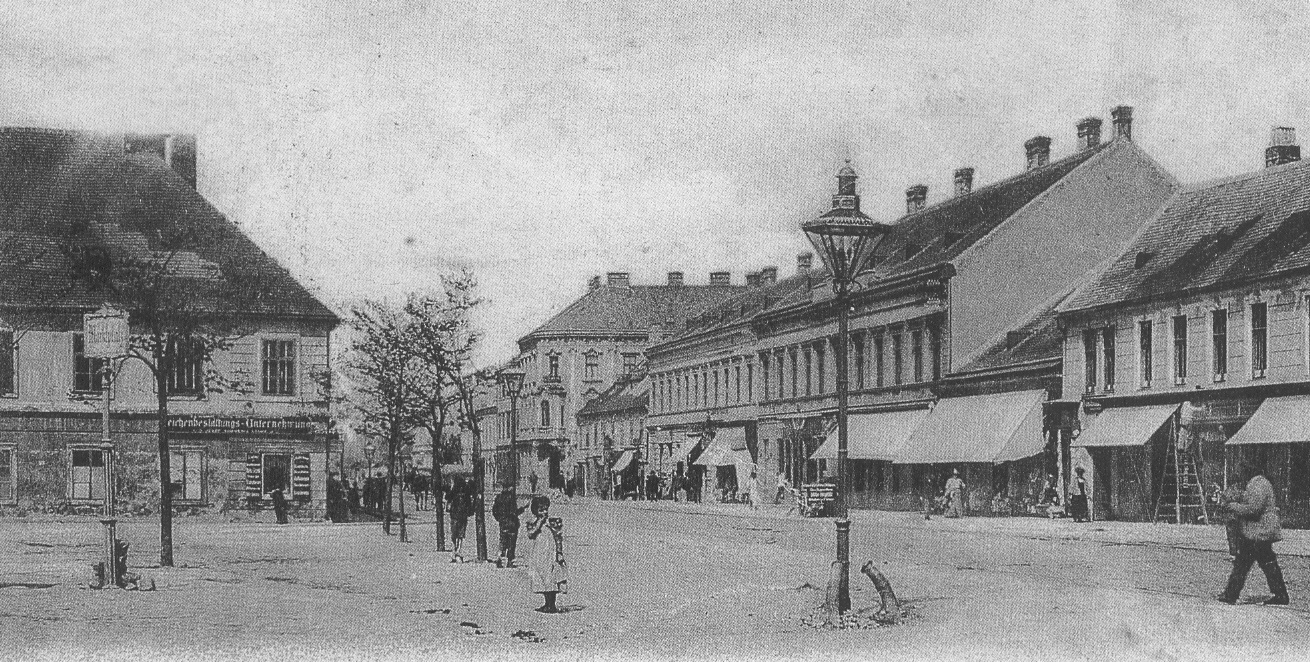
Marktplatz um 1895

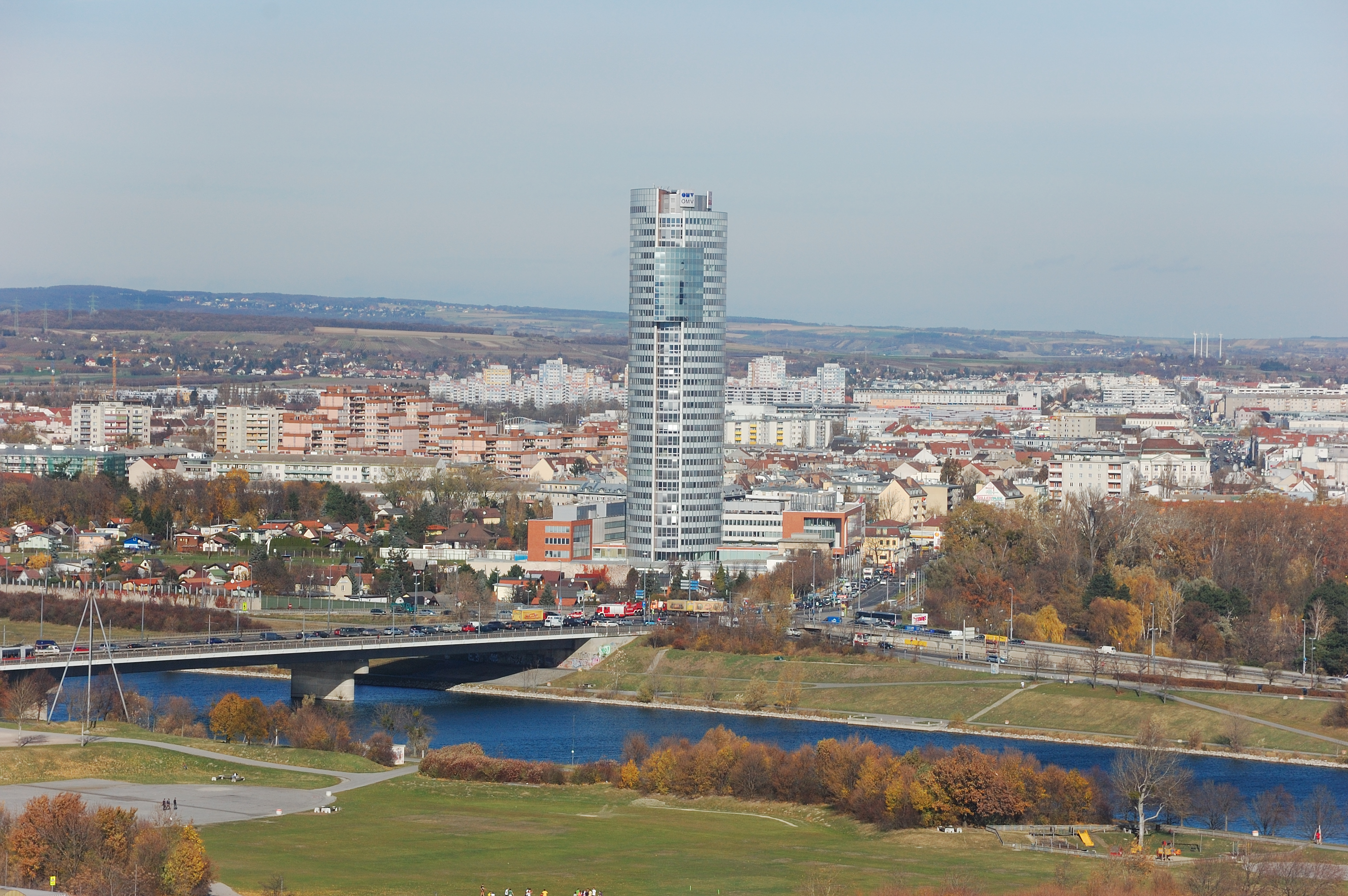
Floridsdorf mit Florido Tower, im Vordergrund die Donauinsel

Floridsdorf ist eine jüngere Dorfgründung, die 1786 nach der Errichtung von Brücken über die Arme der damals weitverzweigten Donau erfolgte. Die Siedlung entstand auf der Leopoldauer Hutweide östlich der großen Straßengabelung der Prager Straße und der Brünner Straße (Am Spitz), der damaligen Reichsstraßen nach Prag und Brünn, wo 1782 die nach dieser Gabelung benannte Siedlung Jedlersdorf am Spitz (selbständig 1804–1874) gegründet worden war. Der Ort gehörte zunächst zu Leopoldau und wurde später nach dem Klosterneuburger Abt Floridus Leeb benannt, der 1786 Klostergründe an Siedler abgegeben hatte. Bei der Gründung wurde die heutige Schlosshofer Straße, die über Schloss Hof im Marchfeld nach Pressburg führte, zur Hauptstraße des Dorfs. Südlich von Floridsdorf führte die Große Taborbrücke über den damaligen Hauptarm der unregulierten Donau Richtung Wien.
Im Jahr 1837 begann mit Probefahrten zwischen Floridsdorf und dem rund 13 km entfernten Deutsch-Wagram das Eisenbahnzeitalter in Österreich. Die Kaiser Ferdinands-Nordbahn wurde bald zur wichtigsten Bahnlinie der Monarchie, verband sie Wien doch mit Eisenwerken und Kohlebergwerken im Norden und Nordosten des Kaisertums. Die Station Floridsdorf wurde aber erst in den 1960er Jahren zum Bahnhof Wien Floridsdorf ausgebaut, als nach der Sperre der Nordwestbahnbrücke auch die Züge der Nordwestbahn über Floridsdorf geführt wurden.
| Bürgermeister   | Bürgermeister |
| --------------- | ------------- |
| Josef Kahl      | 1850–1861     |
| Leopold Ferstl  | 1861–1869     |
| Karl Frömml     | 1869–1876     |
| Georg Puffer    | 1876–1882     |
| Konrad Krafft   | 1882–1885     |
| Franz Ziegler   | 1885–1887     |
| Anton Schwaiger | 1887–1898     |
| Anton Anderer   | 1898–1904     |

1894 erfolgte nach einer Initiative von k.k. Statthalter Erich von Kielmansegg aufgrund eines Beschlusses des niederösterreichischen Landtags die Zusammenlegung der Gemeinden Floridsdorf, Donaufeld und Jedlesee sowie des südlich der Schnellbahnstation Brünner Straße gelegenen Großjedlersdorfer Ortsteils Neujedlersdorf zur Großgemeinde Floridsdorf. 1901–1903 baute sich die Großgemeinde ein repräsentatives Rathaus, war aber nicht in der Lage, andere nötige Investitionen aus eigenem zu finanzieren. Im Jahr 1904 kam es schließlich auf Initiative des Wiener Bürgermeisters Karl Lueger zur Eingemeindung nach Wien gemeinsam mit weiteren Ortschaften, – es entstand der 21. Wiener Gemeindebezirk Floridsdorf.

## Wappen
Das Wappen der ehemaligen Gemeinde Floridsdorf zeigt auf silbernem Hintergrund eine grüne, zweihenkelige Vase mit drei roten Blumen sowie einigen grünen Blättern. Als sprechendes Wappen verweist das lateinische Wort für Blume (flos) und damit auf eine Deutung des Namens des Bezirksteils.

## Kultur und Sehenswürdigkeiten

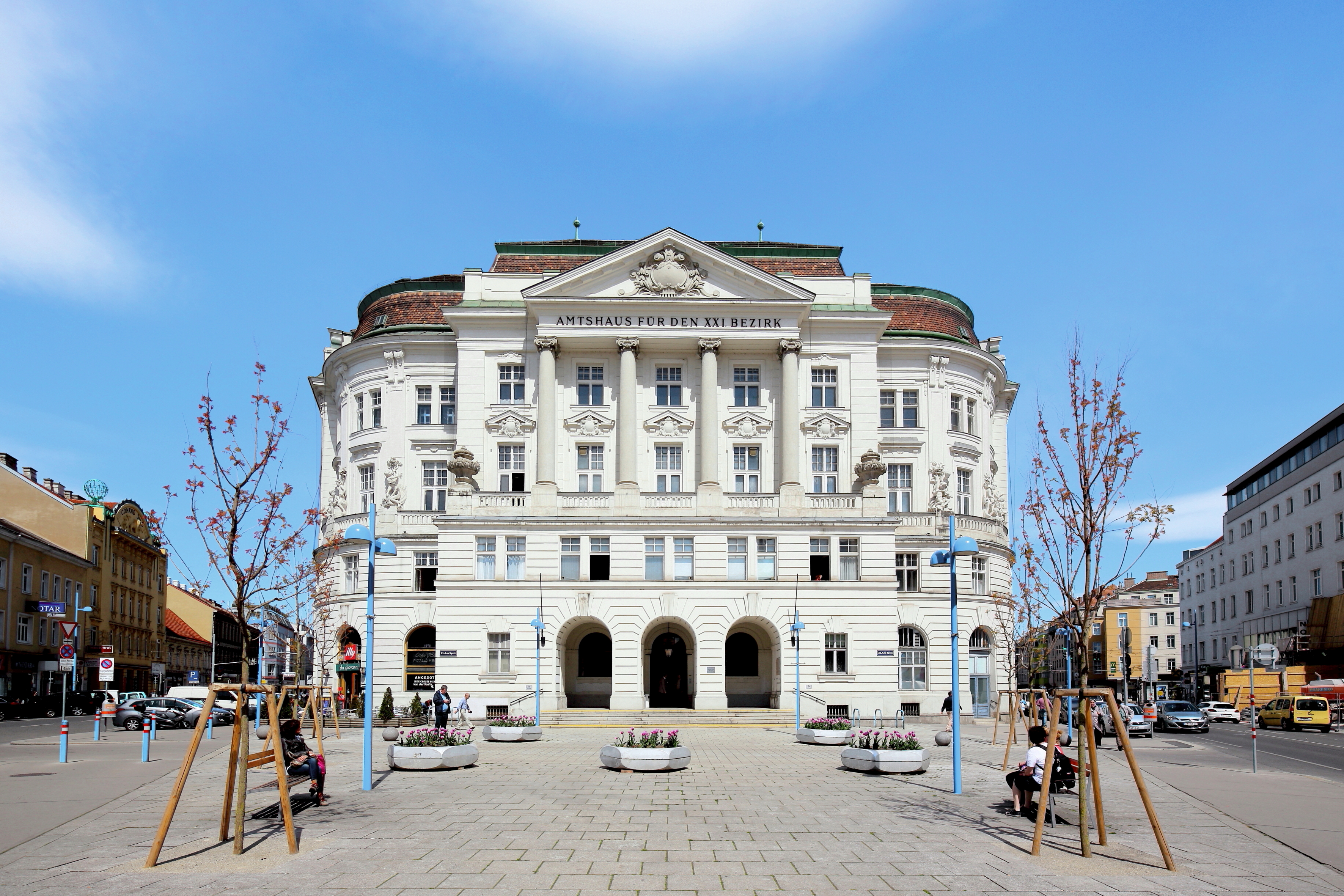
Das Floridsdorfer Amtshaus

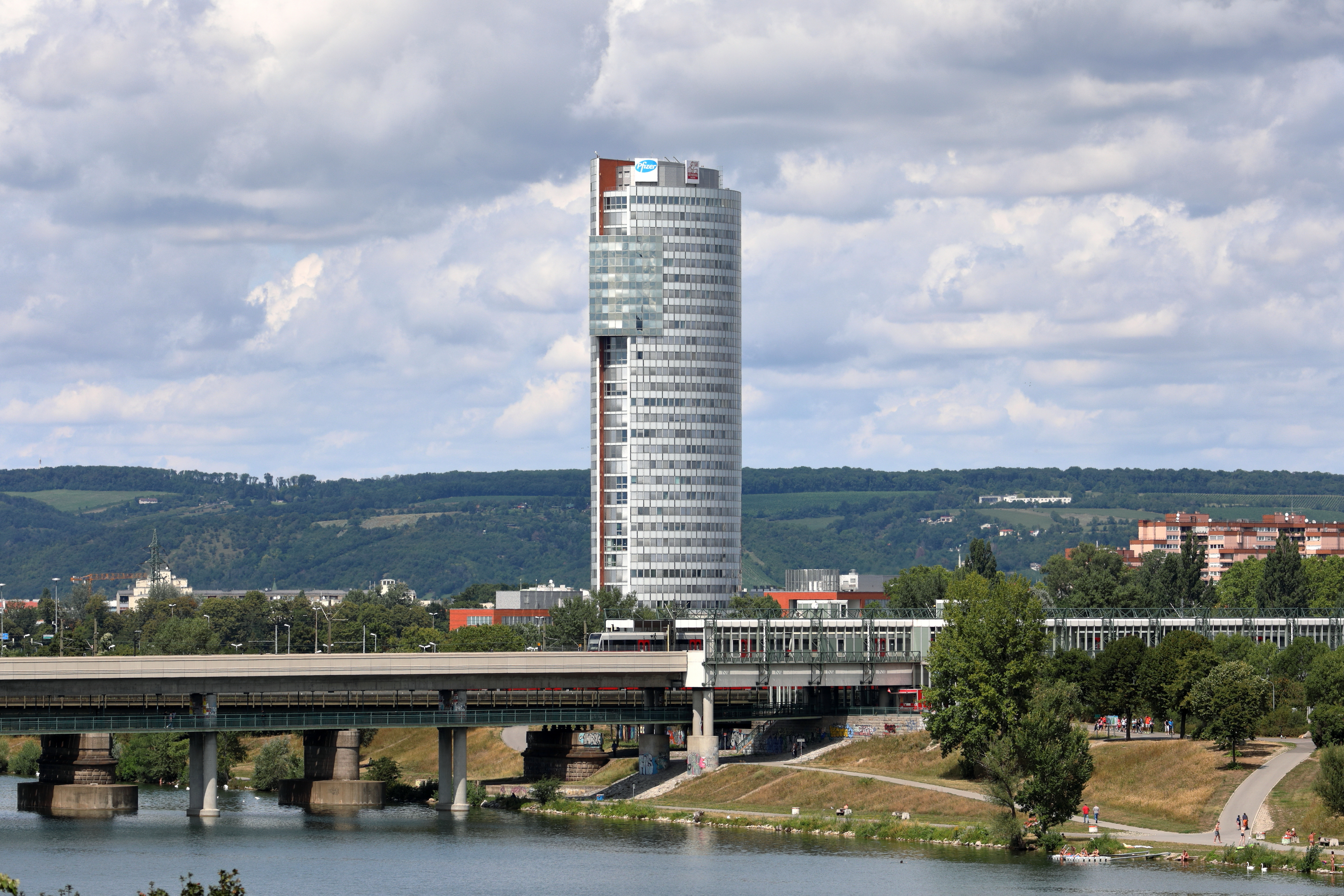
Florido Tower von der Brigittenauer Brücke aus gesehen

Der Bereich um den Floridsdorfer Spitz ist von der Stadt Wien als bauliche Schutzzone ausgewiesen. Dies schließt auch einige ältere ehemalige Streckhöfe in der Floridsdorfer Hauptstraße und das Ensemble historistischer Zinshäuser in der Schwaigergasse ein.
Das weithin sichtbare Bürohochhaus Florido Tower, das 2001 erbaut wurde, ist zu einem Wahrzeichen von Floridsdorf geworden. Der Grundstein für die heutige Floridsdorfer Pfarrkirche von Architekt Robert Kramreiter-Klein wurde 1936 gelegt. In Floridsdorf befindet sich auch das unter der Direktion von Gerald Pichowetz stehende Gloria-Theater.
Durch die Donauinsel und die angrenzende Alte Donau verfügt der Bezirksteil über ein weitläufiges Freizeit- und Badeareal. Mit dem Floridsdorfer Wasserpark und dem Floridsdorfer Aupark in Donaunähe gibt es zwei große Parkanlagen.

## Verkehr und Infrastruktur
Im Bahnhof Wien Floridsdorf endet die Stammstrecke der Wiener S-Bahn und befindet sich eine der zwei End-Stationen der U-Bahn-Linie U6. Hier halten auch mehrere Straßenbahnen und öffentliche Autobusse. Für den Straßenverkehr ist Floridsdorf insbesondere durch die Donauufer Autobahn und die Floridsdorfer Straße erschlossen, die sich bei der Floridsdorfer Brücke kreuzen.
An der Grenze zu Donaufeld befindet sich das Sozialmedizinische Zentrum Floridsdorf und mit dem Schulschiff ankert bei der Donauinsel eines der ungewöhnlichsten Gymnasien Wiens. Das Schulschiff befindet sich zwar auf dem Boden der Katastralgemeinde Floridsdorf, deren Grenze am rechten Donauufer verläuft, steht oder besser schwimmt jedoch nicht im Bezirk Floridsdorf, der am linken Donauufer seine Grenze findet, sondern im Nachbarbezirk Brigittenau. In der Katastralgemeinde Floridsdorf befinden sich weiters die Gymnasien BRG 21 Franklinstraße 21 und BRG 21 Franklinstraße 26, die Bildungsanstalt für Kindergartenpädagogik der Stadt Wien (Patrizigasse 2) sowie die Akademie für Sozialarbeit der Stadt Wien XXI (Freytaggasse 32).

## Persönlichkeiten
- Franz Hoß (1866–1947), Politiker, Vizebürgermeister von Floridsdorf
- Anton Schlinger (1870–1912), sozialdemokratischer Gemeinderat und Reichsratsabgeordneter
- Johann Kaps (1895–1966), Politiker
- Alfred Knotz (1844–1906), Rechtsanwalt, Abgeordneter für Floridsdorf im niederösterreichischen Landtag